# Ladislas Ier Herman
Pour les articles homonymes, voir Ladislas Ier et Herman.
Ladislas Ier Herman (en polonais Władysław I Herman), (né vers 1042, mort le 4 juin 1102 à Płock), fils de Casimir Ier le Restaurateur et de Maria Dobroniega de Kiev, duc de Pologne de 1079 à 1102.

## Avènement
En 1079, soutenu par le Saint-Empire et par Vratislav II de Bohême, il fomente un complot contre son frère Boleslas II de Pologne. Ladislas est installé au pouvoir par les magnats dont il est la marionnette. Il se contente du titre de duc, reconnaissant au Saint-Empire une certaine suprématie. L’homme qui détient réellement le pouvoir est un certain Sieciech (en), qui était Comte palatin à la cour de Boleslas II, et qui a l’ambition de fonder une nouvelle dynastie qui succéderait aux Piasts.

## Un règne anarchique
Ladislas change radicalement la politique menée par son prédécesseur. Il arrête la Réforme grégorienne ainsi que la politique d’indépendance par rapport au Saint-Empire. Il dénonce l’alliance avec la Hongrie. Ladislas installe sa résidence à Płock.
En 1082, il épouse Judith de Bohême, la fille de Vratislav II, pour célébrer l’alliance entre la Pologne et la Bohême. En 1085, Henri IV nomme Vratislav II « roi de Bohême et de Pologne », donnant à celui-ci le droit de succéder à Ladislas, qui était alors sans descendants. En 1086, Ladislas rappelle Mieszko Bolesławowic, le fils de Boleslas II, de son exil hongrois pour essayer de contrecarrer les prétentions de Vratislav.
En 1087, Ladislas Ier épouse Judith de Franconie, la sœur d’Henri IV, renforçant ainsi les liens avec le Saint-Empire. Sieciech obtient le soutien de Judith de Franconie, qui l’aide à manipuler Ladislas. Son entourage persuade Ladislas d’envoyer Zbigniew, son fils illégitime, dans un monastère de Saxe pour l’éloigner de Cracovie. En 1089, Mieszko est empoisonné, sans doute par des rivaux qui avaient peur qu’il veuille un jour venger son père. De 1089 à 1091, les Polonais menés par Sieciech lancent des attaques infructueuses contre la Poméranie.
En 1093, des exilés et des dissidents délivrent Zbigniew du monastère où il était retenu et, avec l’aide des Tchèques, envahissent la Silésie où ils sont bien accueillis par les magnats. Ladislas doit céder et reconnaître la légitimité de Zbigniew (l’aîné) qui est autorisé à demeurer en Silésie. Sieciech incite Ladislas à revenir sur sa parole et à attaquer de nouveau Zbigniew. Celui-ci, n’obtenant pas suffisamment d’aide des magnats silésiens, s’enfuit en Cujavie. Ladislas Herman écrase la Cujavie, soutenue par la Poméranie. Zbigniew se rend, avec la garantie d’avoir la vie sauve, mais il est emprisonné par Sieciech.
En 1097, les magnats qui s’opposent à Sieciech obligent Ladislas Herman à confirmer la légitimité de Zbigniew. Sieciech est écarté. De 1097 à 1102, Ladislas Herman est contraint par les partisans des Piasts de partager son territoire avec Zbigniew, son fils illégitime, et Boleslas III Bouche-Torse. Zbigniew reçoit la Grande-Pologne, la Cujavie, Sieradz et Łęczyca. Boleslas III reçoit la Petite-Pologne, la Silésie, Lubusz et un petit territoire à l’ouest de la Grande-Pologne. Ladislas Herman conserve la Mazovie (qui doit revenir à Zbigniew après sa mort) et les grandes villes du territoire de Boleslas III (qui doivent lui revenir après la mort de Ladislas).
Ladislas Herman décède le 4 juin 1102 sans avoir décidé lequel de ses deux fils sera son successeur.

## Mariage et descendance
Avant que Ladislas ne prenne le titre de duc de Pologne, probablement au cours des années 1070, il eut une relation avec une certaine Przecława, dont les origines exactes ne sont pas connues. On ne sait pas non plus si elle n'était que la maîtresse de Ladislas ou son épouse légitime. Quoi qu'il en soit cette union, perpétrée en vertu des rituels païens, ne fut pas reconnue par l'Église. Un an plus tard, en 1080, Ladislas monte sur le trône de Pologne. Przecława, sans doute renvoyée, prend le voile sous le nom de Christina et meurt vers 1092. Cette union donne un fils, considéré comme illégitime :
- Zbigniew (v. 1070-1073 - v. 1112-1114), duc de Pologne (1102-1107).

En 1080 Ladislas épouse Judith de Bohême (v. 1056 - 25 décembre 1086), fille de Vratislav II de Bohême. Ils ont un fils :
- Boleslas (20 août 1085 ou 1086 - 28 octobre 1138), duc de Pologne (1102-1138).

En 1089 Ladislas épouse Judith de Franconie (9 avril 1054 - 14 mars 1105), fille d'Henri III du Saint-Empire, veuve de Salomon de Hongrie. Ils ont quatre filles :
- Sophie (v. 1089 - av. 12 mai 1112), mariée (av. 1108) à Sviatopolk II, prince de Volyn et roi de Galicie–Volhynie ;
- Agnès (v. 1090 - 29 décembre 1127), abbesse de Quedlinbourg (1110) et Gandersheim (1111) ;
- Adelaide (v. 1091 - 25 ou 26 mars 1127), marié avant 1118 à Dietrich III, comte de Vohburg et margrave de la Marche du Nord ;
- Une fille (v. 1092 - vers. 1111, peu après son mariage), mariée vers 1111 à un seigneur polonais.